# François de Crussol d'Uzès
Pour les autres membres de la famille, voir maison de Crussol.
François de Crussol d'Uzès, dit parfois de Crussol d'Uzès d'Amboise  (né au château de Montmaur le 24 janvier 1702, mort à Paris le 30 avril 1758) fut successivement évêque de Blois puis archevêque de Toulouse.

## Biographie
François de Crussol d'Uzès nait dans le Lauragais ; il est dernier fils d'Alexandre Galliot de Crussol d'Uzès, dit comte d'Amboise du droit de sa mère et de Charlotte Gabrielle de Timbrune de Valence. Il est ordonné prêtre à 22 ans et doit plaider contre le duc d'Uzès afin d'obtenir un bénéfice ecclésiastique revenant à sa famille. Il est débouté mais obtient en compensation en août 1727 la commende de l'abbaye de Charroux dans le diocèse de Poitiers. Il est désigné comme évêque de Blois en 1724, confirmé le 17 novembre et consacré en janvier 1735 par Charles Gaspard Guillaume de Vintimille du Luc, l'archevêque de Paris. Dans son diocèse de Blois, il s'adjoint comme vicaire général un ami de son âge Christophe de Beaumont qui sera nommé évêque de Bayonne en 1741 avant d'accéder lui-même à l'archevêché de Paris en 1746.
François de Crussol reçoit en 1740 la commende de l'abbaye Saint-Germain d'Auxerre et obtient d'être transféré et promu à l'archevêché de Toulouse en 1753, confirmé en septembre ; il ne prend possession de son archidiocèse que le 12 janvier 1755. Il est reçu au parlement de Toulouse comme « conseil-né » et participe la même année à l'assemblée générale du clergé. Il agit avec rigueur comme son ami l'archevêque de Paris chez qui il meurt d'ailleurs le 30 septembre 1758. Il est inhumé dans l'église des Barnabites.